# كأس العالم لكرة السلة للسيدات 1979
كأس العالم لكرة السلة للنساء 1979 هو موسم من كأس العالم لكرة السلة للنساء. أقيم خلال الفترة 29 أبريل 1979 وحتى 13 مايو 1979، وشارك فيه  12 فريقاً، وفاز فيه منتخب الولايات المتحدة الوطني لكرة السلة للنساء.